# Won't Stand Down
"Won't Stand Down" é um single publicado pela banda britânica Muse em 13 de janeiro de 2022, o primeiro após um hiato de quase quatro anos desde "Pressure", presente em Simulation Theory e lançado em setembro de 2018. Faz parte do disco Will of the People, o nono álbum de estúdio da banda.

## Divulgação
Em 25 de dezembro de 2021, o vocalista e guitarrista Matt Bellamy iniciou uma breve transmissão ao vivo na conta oficial do grupo no Instagram, dentro de seu carro. Podia-se ver o automóvel no piloto automático enquanto seu filho de 10 anos, Bingham, mexia-se no banco do passageiro. A versão já introduzia versos cantados.
Mais tarde, em 31 de dezembro, o perfil novamente incluiu na plataforma um indício de atividade ao mencionar o acrônimo "WSD" em uma mensagem de fim de ano. Eventualmente esta foi atualizada com "2022" no lugar da sigla. Porém, uma semana depois, desta vez em múltiplas mídias sociais, confirmou-se o agendamento do lançamento de "Won't Stand Down" para plataformas digitais em 13 de janeiro. Adicionalmente, também foi comentado outro trecho desferido no TikTok, ilustrando a abertura da música.

## Estrutura
A crítica reagiu ao conteúdo principalmente com legendas de heavy metal, hard rock e rock eletrônico. Às vésperas da disponibilização do single, enfatizou-se cronicamente a intensidade da prévia, que convergia ainda ao gênero metalcore e a guitarras rompantes. Em consonância com as opiniões do público, Bellamy reiterou que a canção "é uma música sobre preservar seu lugar contra opressores, seja em um playground, no trabalho ou em qualquer lugar".
A arte da capa destoa com a peça precedente Simulation Theory através de sua essência "obscura e sinistra", apresentando uma figura semelhante a um padre encapuzada pairando acima de dez discípulos vestidos com máscaras lustrosas em extremidades.

## Tabelas
| Paradas (2022)                                          | Melhor posição |
| ------------------------------------------------------- | -------------- |
| Canadá (Billboard Hot Digital Songs)                    | 41             |
| Canadá (Billboard Rock)                                 | 6              |
| França (SNEP)                                           | 118            |
| Hungria (Single Top 40)                                 | 18             |
| Nova Zelândia (RMNZ)                                    | 30             |
| Suíça (Schweizer Hitparade)                             | 46             |
| Reino Unido (UK Singles Chart)                          | 56             |
| Reino Unido (OCC UK Rock and Metal)                     | 1              |
| Estados Unidos (Billboard Hot Rock & Alternative Songs) | 27             |